# Kfeir
Kfeir (en árabe: الكفير‎) es un pueblecito situado a 900 metros de altitud en el distrito de Hasbaiya (Qada'un), división administrativa de la gobernación de Nabatiyeh (Mohafazah) en la falda de la Montaña del Jeque, Jebel Sheikh en el Líbano.
Kfeir disfruta de unos veranos suaves con una media de 25 °C de temperatura. Sin embargo, los inviernos son mucho más fríos y el pueblo recibe intensas nevadas. La elevada altitud de Kfeir favorece la formación de nieblas espesas sobre los cerros que rodean la localidad, incluso en verano, que dan al pueblo un aire místico y espiritual.
Los habitantes de Kfeir son principalmente cristianos y drusos, que se dedican al cultivo de olivares, pinos piñoneros y otros árboles frutales. Kfeir es la ciudad natal de la conocida novelista libanesa Emily Nasrallah.